# Els Torms
Els Torms – gmina w Hiszpanii, w prowincji Lleida, w Katalonii, o powierzchni 13,36 km². W 2011 roku gmina liczyła 169 mieszkańców.